# Moluques Septentrionals
Les Moluques Septentrionals (en indonesi: Maluku Utara) són una província de la República d'Indonèsia. Abasta la part nord de les illes Moluques, que es van dividir entre aquesta província i la província de les Moluques. La capital prevista per a aquesta província era Sofifi, a Halmahera, però l'actual capital i amb més població és Ternate.
Durant els segles xvi i xvii les Moluques del Nord eren les originals "illes de les Espècies". En aquell temps la regió fou l'única font de clau d'olor. Els neerlandesos, portuguesos, espanyols, i locals de Ternate i sultanats, incloent Tidore, van lluitar entre si pel control del lucratiu comerç d'aquestes espècies. El clau d'olor ha estat transportat i replantat a tot el món i la demanda d'aquesta espècia ha baixat en aquest indret.
Aquesta província és habitada per unes 1.035.478 persones, repartits en els 30.895 quilòmetres quadrats que la conformen. La densitat és de 28,80 habitants per quilòmetre quadrat.
Una de les illes que en formen part és Pulau Lelei, de 300 m², hi viuen uns 50 habitants. La seva altitud màxima és de 42m. En aquesta illa hi abunda força la vegetació, per això les platges són força petites, però de sorra blanca i aigua cristal·lina.